# Thanandorn Tianphonkrang
Thanandorn Tianphonkrang (thailändisch ธนันดร เตียนพลกรัง, * 25. März 2002) ist ein thailändischer Fußballspieler.

## Karriere
Thanandorn Tianphonkrang steht seit 2020 beim Kasetsart FC unter Vertrag. Der Verein aus der thailändischen Hauptstadt Bangkok spielte in der zweithöchsten Liga des Landes, der Thai League 2. Sein Zweitligadebüt für Kasetsart gab er am 19. September 2020 im Auswärtsspiel gegen den MOF Customs United FC. Hier wurde er in der 68. Minute für Kitphom Bunsan eingewechselt.